# Bockdrilling

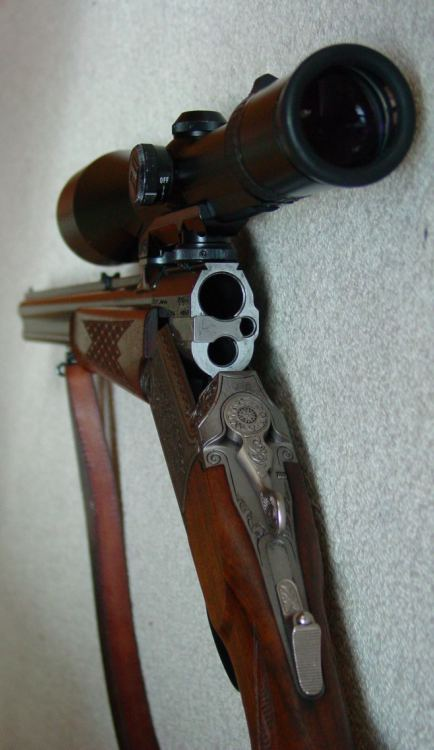
Bockdrilling, geöffnet

Der Bockdrilling ist eine Langwaffe für Jagdzwecke mit drei übereinander angeordneten Läufen.
In der Regel ist der Schrotlauf oben angeordnet, damit eine Laufschiene zur Visierung beim schnellen Schrotschuss verwendet werden kann. Ein Kugellauf hat ein Großkaliber zum Schuss auf starkes Wild. Der zweite Kugellauf hat ein kleineres Kaliber für den Schuss auf kleines Wild. Triumphbock ist die Bezeichnung für eine Laufanordnung, bei der der kleinere Kugellauf seitlich neben den senkrecht übereinanderliegenden (aufgebockten) weiteren Läufen des Drillings liegen (siehe Abbildung).
Der großkalibrige Lauf ist zum Schrotlauf fest ausgerichtet. Der kleine Kugellauf kann gegenüber dem großkalibrigen Kugellauf auf einen gemeinsamen Treffpunkt justiert werden.
Der Bockdrilling ist eine Kipplaufwaffe, das heißt, das Laufbündel wird zum Laden oder Entladen gegenüber der Basküle abgeknickt. Er zählt zu den Einzelladerwaffen.